# 南埃爾姆赫斯特 (伊利諾伊州)
南埃爾姆赫斯特（英語：South Elmhurst）是位於美國伊利諾伊州杜佩奇縣的一個非建制地區。該地的面積和人口皆未知。

## 地理
南埃爾姆赫斯特的座標為41°52′55″N 87°56′24″W / 41.88194°N 87.94000°W，而該地的平均海拔高度為204米（即669英尺）。